# Otto C. Straub
Otto Christian Straub (* 11. Dezember 1930 in Blaubeuren; † 21. September 2021) war ein deutscher Tierarzt, Epidemiologe und Hochschullehrer.

## Leben und Wirken
Straub legte 1950 die Abiturprüfung in Ulm ab, studierte ab 1951 Tiermedizin an der Tierärztlichen Hochschule Hannover, schloss hier mit dem Staatsexamen als Tierarzt ab und promovierte 1956 zum Dr. med. vet. Seit seinem Studium war er Mitglied der Hannoverschen Burschenschaft Alt-Germania. Es schlossen sich 1956 bis 1960 Lehr- und Forschungstätigkeiten an der University of California, Davis, USA und als Research Officer in Parkville, Australien an.
1961 wurde Straub als wissenschaftlicher Direktor in die damalige Bundesforschungsanstalt (BFA) für Viruskrankheiten der Tiere  in Tübingen berufen. Daneben erhielt er ab 1971 einen Lehrauftrag an der Universität Hohenheim, nach Habilitation für das Fach Virologie (1972) als Privatdozent (1973) und 1983 bis 1995 als außerplanmäßiger Professor für Veterinärmedizinische Virologie am dortigen Institut für Tierhygiene. 1995 wurde er – zuletzt als leitender wissenschaftlicher Direktor der BFA – in den Ruhestand versetzt.
Schwerpunkte waren in Tübingen die Erforschung und die erfolgreiche Behandlung vieler Virus-Krankheiten bei landwirtschaftlichen Nutztieren.
- Viruserkrankungen des Rindes
  - Aujeszkysche Krankheit (AK)
  - Bovines Herpesvirus Typ 1 (BH1)
  - Rinderleukose (BLV)
  - Maul- und Klauenseuche
- Entwicklung eines Lebendimpfstoffes gegen Infektiöse Bovine Rhinotracheitis  bzw. die Infektiöse Pustulöse Vulvovaginitis (IBR/IPV)
- Enzootische Bronchopneumonie der Kälber mit der Entwicklung des weltweit ersten Interferon-Inducers
- Krankheiten bei Schafen: Maedi-Visna, Traberkrankheit,  Parapockenvirus
- Arthritis-Enzephalitis-Virus der Ziegen (CAEV)

## Werke (Auswahl)
- Über das Blutbild von gesunden Kälbern leukosefreier Herkunft in den ersten 3 Lebensmonaten und vergleichende Untersuchungen an gleichaltrigen klinisch gesunden Kälbern aus Leukosebeständen. Diss. TiHo Hannover, 1956, 64 S.
- Die durch IBR-IPV-Viren hervorgerufenen Krankheiten beim Rind und ihre Bekämpfung mit einem neuen Lebendimpfstoff. Tübingen : BFA f. Viruskrankheiten der Tiere. Zugl. Med. Hab.-Schrift Univ. Hohenheim, 1972, 93 S.
- Bovine Herpesvirusinfektionen. Jena : Fischer, VEB, 1. Aufl., 1978, 211 S.; In russischer Sprache, 1981, 207 S.

## Ehrenamt
Landestierärztekammer Baden-Württemberg
- 1974–2003 Mitglied der Vertreterversammlung
- 1987–1991 Vizepräsident ebenda
- 1991–2003 Präsident
- Mitarbeit in zahlreichen Ausschüssen

Bundestierärztekammer
- 1988–1995 Mitglied des Präsidiums
- 1988–1991 2. Vizepräsident
- 1992–1995 1. Vizepräsident
- Mitarbeit in zahlreichen Ausschüssen

27 Jahre Redakteur der Fachzeitschrift „Tierärztliche Umschau“

## Ehrungen
- 1985 Nieberle-Plakette (der Landestierärztekammer, LTK, von Baden-Württemberg)
- 1994 Ehrenpromotion der Universität Bukarest, Bulgarien
- 1995 Staatsmedaille in Gold des Landes Baden-Württemberg
- 1996 Bundesverdienstkreuz am Bande
- 2002 Bundesverdienstkreuz Erster Klasse
- 2003 Ehrenpräsident der LTK von Baden-Württemberg
- 2009 Richard-von-Ostertag-Plakette der Bundestierärztekammer
- Ehrenzeichen der LTK von Baden-Württemberg